# Joshua Peters
Pour les articles homonymes, voir Peters.
Pas d'image ? Cliquez ici

a Compétitions nationales et continentales officielles uniquement.

b Matchs officiels uniquement.
Dernière mise à jour le 5 août 2023.
Joshua Peters, parfois nommé Josh Peters, né le 10 décembre 1995, est un joueur anglo-espagnol de rugby à XV qui évolue au poste de deuxième ligne. Il joue depuis 2023 à l'US Bressane.

## Biographie
Né en Angleterre, il déménage en Espagne à Benalmádena. Il débute le rugby un peu avant ses dix ans au Marbella RC. Rapidement mis en valeur, il joue d'abord avec l'équipe d'Espagne des moins de 18 ans, dès l'âge de 17 ans, avant de jouer l'année suivante avec l'équipe d'Angleterre des moins de 18 ans. 
Il a alors quitté l'Espagne pour rejoindre l'académie des Northampton Saints. Après sa formation, il est prêté au Coventry RFC puis au Cambridge RUFC (en). Non conservé par les Saints à la suite de ses prêts, il rejoint le club de Blackheath FC en National League One. Il y évoluera deux saisons avant de rejoindre le Stade dijonnais en 2020. 
À la fin de 2018, il a été mis à l'essai par le Stade toulousain, mais n'a pas été retenu dans l'effectif.
En 2021, il quitte la France pour retourner en Angleterre. Il signe un contrat professionnel en faveur des Doncaster Knights qui évoluent en RFU Championship. Son entraîneur Steve Boden exprime l'avoir recruté notamment pour ses qualités en touche et en défense.
Pour la saison 2022-2023, il signe avec le club de Premiership des Newcastle Falcons.
À partir de l'été 2023, il fait son retour en France au sein de l'US Bressane.

## Palmarès
- Championnat d'Europe des moins de 18 ans 2013 [10]

## Statistiques

### En sélection
| Année | Compétition | Matchs | Points | Essais |
| ----- | ----------- | ------ | ------ | ------ |
| 2018  | REC 2018    | 1      | -      | -      |
| 2018  | Test matchs | 2      | -      | -      |
| 2019  | REC         | 3      | -      | -      |
| 2020  | REC         | 2      | -      | -      |
| 2021  | REC 2020    | 1      | -      | -      |
| 2021  | REC 2021    | 1      | -      | -      |
| 2023  | REC 2023    | 4      | 5      | 1      |
| Total | Total       | 14     | 5      | 1      |